# Кумановцы
Кумановцы (укр. Куманівці) — село на Украине, находится в Хмельницком районе Винницкой области.
Код КОАТУУ — 0524883401. Население по переписи 2001 года составляет 730 человек. Почтовый индекс — 22053. Телефонный код — 4338.
Занимает площадь 2,55 км².

## Религия
В селе действует храм Рождества Пресвятой Богородицы Хмельницкого благочиния Винницкой епархии Украинской православной церкви Московского патриархата. Так же есть церковь Православной Церкви Украины святого Андрея Первозванного.

На месте сельского дома культуры до 1938 года был Римско-Католический костёл под названием святого Ивона - Епископа, построенный в 1802-1861 годах, шляхтичами Кумановскими и уничтожен большевиками, а последний приходской священник был убит. Приход исчислялся на 1918 год - 6300 прихожан. На данное время, недалеко от того места, где когда то был костёл, есть католическая каплица святого Роха.

## Известные уроженцы
- Лукив, Николай Владимирович (род. 1949) — украинский и советский поэт, главный редактор литературно-художественного и общественно-политического журнала «Днипро» (с 1984), член Союза писателей Украины, общественный деятель. Заслуженный деятель искусств Украины, академик Украинской экологической академии наук. Лауреат международных и республиканских премий.

## Адрес местного совета
22053, Винницкая область, Хмельницкий р-н, с. Кумановцы, ул. Новоселив, 1а